# Formula 1 – sezona 1977.
| FIA Svjetsko automobilističko prvenstvo 1977. | FIA Svjetsko automobilističko prvenstvo 1977. |
|                                               | Prvak                                         |
| --------------------------------------------- | --------------------------------------------- |
| Vozač                                         | Niki Lauda (Ferrari)                          |
| Konstruktor                                   | Ferrari                                       |
| Prethodna sezona                              | Sljedeća sezona                               |
| 1976.                                         | 1978.                                         |

Formula 1 – sezona 1977.je bila 28. sezona svjetskog prvenstva Formule 1. Vozilo se 17 utrka u periodu od 9. siječnja do 23. listopada 1977. godine. Svjetski prvak postao je po drugi put Niki Lauda, a konstruktorski prvak po peti put Ferrari.

## Sažetak sezone
Jody Scheckter priredio je iznenađenje na prvoj utrci sezone na VN Argentine na Buenos Airesu ostvarivši prvu pobjedu za momčad Wolf Racing u njihovom prvom nastupu u Formuli 1. Svoje prve pobjede ostvarili su Francuz Jacques Laffite na Anderstropu na VN Švedske i Australac Alan Jones na Österreichringu na VN Austrije, a svoju jedinu pobjedu ostvario je Šveđanin Gunnar Nilsson na Zolderu na VN Belgije. James Hunt posljednji put je pobijedio u Formuli 1 na Fujiju na VN Japana. 
Konkurent za naslov, osim Laude i Schecktera, bio je i Amerikanac Mario Andretti, no česti kvarovi na njegovom Lotusu udaljili su ga od naslova i prije završnice prvenstva. Lauda na zadnje dvije utrke nije ni nastupao, pošto je već osvojio naslov. Bila je ovo zadnja sezona u bolidu Ferrarija za Laudu, kojeg je loš odnos s Enzom Ferrarijem natjerao na odlazak iz momčadi.
Ova sezona obilježena je i nesrećama u kojoj su živote izgubila tri vozača. Brazilac Carlos Pace poginuo je u padu privatnog zrakopolova nedaleko od Sao Paola. Velšanin Tom Pryce kao i sudac na stazi poginuli su u bizarnoj nesreći na Kyalamiju na VN Južne Afrike. Sezona je bila tragična i za Australca Briana McGuirea koji je poginuo prilikom testiranja svog bolida na Brands Hatchu, kao i za dvojicu gledatelja na Fujiju kada je bolid Gillesa Villeneuvea u sudaru s Ronnijem Petersonom, katapultiran u zrak, "preskočio" zaštitnu ogradu i pao među gledatelje.

## Vozači i konstruktori
| Konstruktor  | Momčad / Sudionik                      | Šasija                     | Motor                             | Gume | Br. | Vozač                 | Utrke     |
| ------------ | -------------------------------------- | -------------------------- | --------------------------------- | ---- | --- | --------------------- | --------- |
| McLaren-Ford | Marlboro Team McLaren                  | McLaren M23 McLaren M26    | Ford Cosworth DFV 3.0 V8          | G    | 1   | James Hunt            | Sve       |
| McLaren-Ford | Marlboro Team McLaren                  | McLaren M23 McLaren M26    | Ford Cosworth DFV 3.0 V8          | G    | 2   | Jochen Mass           | Sve       |
| McLaren-Ford | Marlboro Team McLaren                  | McLaren M23 McLaren M26    | Ford Cosworth DFV 3.0 V8          | G    | 14  | Bruno Giacomelli      | 14        |
| McLaren-Ford | Marlboro Team McLaren                  | McLaren M23 McLaren M26    | Ford Cosworth DFV 3.0 V8          | G    | 40  | Gilles Villeneuve     | 10        |
| Tyrrell-Ford | Elf Team Tyrrell                       | Tyrrell P34                | Ford Cosworth DFV 3.0 V8          | G    | 3   | Ronnie Peterson       | Sve       |
| Tyrrell-Ford | Elf Team Tyrrell                       | Tyrrell P34                | Ford Cosworth DFV 3.0 V8          | G    | 4   | Patrick Depailler     | Sve       |
| Lotus-Ford   | John Player Team Lotus                 | Lotus 78                   | Ford Cosworth DFV 3.0 V8          | G    | 5   | Mario Andretti        | Sve       |
| Lotus-Ford   | John Player Team Lotus                 | Lotus 78                   | Ford Cosworth DFV 3.0 V8          | G    | 6   | Gunnar Nilsson        | Sve       |
| Brabham-Ford | Martini Racing                         | Brabham BT45 Brabham BT45B | Alfa Romeo 115-12 3.0 F12         | G    | 7   | John Watson           | Sve       |
| Brabham-Ford | Martini Racing                         | Brabham BT45 Brabham BT45B | Alfa Romeo 115-12 3.0 F12         | G    | 8   | Carlos Pace           | 1–3       |
| Brabham-Ford | Martini Racing                         | Brabham BT45 Brabham BT45B | Alfa Romeo 115-12 3.0 F12         | G    | 8   | Hans-Joachim Stuck    | 4–17      |
| Brabham-Ford | Martini Racing                         | Brabham BT45 Brabham BT45B | Alfa Romeo 115-12 3.0 F12         | G    | 21  | Giorgio Franci        | 14        |
| March-Ford   | Hollywood March Racing                 | March 761B March 771       | Ford Cosworth DFV 3.0 V8          | G    | 9   | Alex Ribeiro          | Sve       |
| March-Ford   | Team Rothmans International            | March 761B March 771       | Ford Cosworth DFV 3.0 V8          | G    | 10  | Ian Scheckter         | 1–2, 5–16 |
| March-Ford   | Team Rothmans International            | March 761B March 771       | Ford Cosworth DFV 3.0 V8          | G    | 10  | Hans-Joachim Stuck    | 3         |
| March-Ford   | Team Rothmans International            | March 761B March 771       | Ford Cosworth DFV 3.0 V8          | G    | 10  | Brian Henton          | 4         |
| Ferrari      | Scuderia Ferrari SpA SEFAC             | Ferrari 312T2              | Ferrari 015 3.0 F12               | G    | 11  | Niki Lauda            | 1–15      |
| Ferrari      | Scuderia Ferrari SpA SEFAC             | Ferrari 312T2              | Ferrari 015 3.0 F12               | G    | 11  | Gilles Villeneuve     | 17        |
| Ferrari      | Scuderia Ferrari SpA SEFAC             | Ferrari 312T2              | Ferrari 015 3.0 F12               | G    | 12  | Carlos Reutemann      | Sve       |
| Ferrari      | Scuderia Ferrari SpA SEFAC             | Ferrari 312T2              | Ferrari 015 3.0 F12               | G    | 21  | Gilles Villeneuve     | 16        |
| BRM          | Rotary Watches Stanley BRM Stanley BRM | BRM P207 BRM P201B         | BRM P202 3.0 V12 BRM P200 3.0 V12 | G    | 14  | Larry Perkins         | 2–3       |
| BRM          | Rotary Watches Stanley BRM Stanley BRM | BRM P207 BRM P201B         | BRM P202 3.0 V12 BRM P200 3.0 V12 | G    | 29  | Teddy Pilette         | 13–14     |
| BRM          | Rotary Watches Stanley BRM Stanley BRM | BRM P207 BRM P201B         | BRM P202 3.0 V12 BRM P200 3.0 V12 | G    | 35  | Conny Andersson       | 5, 7–9    |
| BRM          | Rotary Watches Stanley BRM Stanley BRM | BRM P207 BRM P201B         | BRM P202 3.0 V12 BRM P200 3.0 V12 | G    | 35  | Guy Edwards           | 10        |
| BRM          | Rotary Watches Stanley BRM Stanley BRM | BRM P207 BRM P201B         | BRM P202 3.0 V12 BRM P200 3.0 V12 | G    | 40  | Teddy Pilette         | 11        |
| Penske-Ford  | Interscope Racing                      | Penske PC4                 | Ford Cosworth DFV 3.0 V8          | G    | 14  | Danny Ongais          | 15–16     |
| Renault      | Équipe Renault Elf                     | Renault RS01               | Renault-Gordini EF1 1.5 V6        | M    | 15  | Jean-Pierre Jabouille | 10, 13–16 |

| Momčad                                            | Konstruktor   | Šasija      | Motor                    | Gume | Broj | Vozači              |
| ------------------------------------------------- | ------------- | ----------- | ------------------------ | ---- | ---- | ------------------- |
| Shadow Racing Team                                | Shadow        | DN5B DN8    | Ford Cosworth DFV 3.0 V8 | G    | 16   | Tom Pryce           |
| Shadow Racing Team                                | Shadow        | DN5B DN8    | Ford Cosworth DFV 3.0 V8 | G    | 16   | Renzo Zorzi         |
| Shadow Racing Team                                | Shadow        | DN5B DN8    | Ford Cosworth DFV 3.0 V8 | G    | 16   | Riccardo Patrese    |
| Shadow Racing Team                                | Shadow        | DN5B DN8    | Ford Cosworth DFV 3.0 V8 | G    | 16   | Jackie Oliver       |
| Shadow Racing Team                                | Shadow        | DN5B DN8    | Ford Cosworth DFV 3.0 V8 | G    | 16   | Arturo Merzario     |
| Shadow Racing Team                                | Shadow        | DN5B DN8    | Ford Cosworth DFV 3.0 V8 | G    | 16   | Jean-Pierre Jarier  |
| Shadow Racing Team                                | Shadow        | DN5B DN8    | Ford Cosworth DFV 3.0 V8 | G    | 17   | Renzo Zorzi         |
| Shadow Racing Team                                | Shadow        | DN5B DN8    | Ford Cosworth DFV 3.0 V8 | G    | 17   | Alan Jones          |
| Durex Team Surtees Beta Team Surtees Team Surtees | Surtees       | TS19        | Ford Cosworth DFV 3.0 V8 | G    | 18   | Hans Binder         |
| Durex Team Surtees Beta Team Surtees Team Surtees | Surtees       | TS19        | Ford Cosworth DFV 3.0 V8 | G    | 18   | Larry Perkins       |
| Durex Team Surtees Beta Team Surtees Team Surtees | Surtees       | TS19        | Ford Cosworth DFV 3.0 V8 | G    | 18   | Vern Schuppan       |
| Durex Team Surtees Beta Team Surtees Team Surtees | Surtees       | TS19        | Ford Cosworth DFV 3.0 V8 | G    | 18   | Lamberto Leoni      |
| Durex Team Surtees Beta Team Surtees Team Surtees | Surtees       | TS19        | Ford Cosworth DFV 3.0 V8 | G    | 19   | Vittorio Brambilla  |
| Walter Wolf Racing                                | Wolf          | WR1 WR2 WR3 | Ford Cosworth DFV 3.0 V8 | G    | 20   | Jody Scheckter      |
| Team Tissot Ensign with Castrol                   | Ensign        | N177        | Ford Cosworth DFV 3.0 V8 | G    | 22   | Clay Regazzoni      |
| Team Tissot Ensign with Castrol                   | Ensign        | N177        | Ford Cosworth DFV 3.0 V8 | G    | 22   | Jacky Ickx          |
| Theodore Racing Hong Kong                         | Ensign        | N177        | Ford Cosworth DFV 3.0 V8 | G    | 23   | Patrick Tambay      |
| Penthouse Rizla Racing                            | Hesketh       | 308E        | Ford Cosworth DFV 3.0 V8 | G    | 24   | Rupert Keegan       |
| Hesketh Racing                                    | Hesketh       | 308E        | Ford Cosworth DFV 3.0 V8 | G    | 25   | Harald Ertl         |
| Hesketh Racing                                    | Hesketh       | 308E        | Ford Cosworth DFV 3.0 V8 | G    | 25   | Hector Rebaque      |
| Hesketh Racing                                    | Hesketh       | 308E        | Ford Cosworth DFV 3.0 V8 | G    | 25   | Ian Ashley          |
| Hesketh Racing                                    | Hesketh       | 308E        | Ford Cosworth DFV 3.0 V8 | G    | 39   | Hector Rebaque      |
| Hesketh Racing                                    | Hesketh       | 308E        | Ford Cosworth DFV 3.0 V8 | G    | 39   | Ian Ashley          |
| Ligier Gitanes                                    | Ligier        | JS7         | Matra MS76 3.0 V12       | G    | 26   | Jacques Laffite     |
| Ligier Gitanes                                    | Ligier        | JS7         | Matra MS76 3.0 V12       | G    | 27   | Jean-Pierre Jarier  |
| Williams Grand Prix Engineering                   | March         | 761         | Ford Cosworth DFV 3.0 V8 | G    | 27   | Patrick Nève        |
| Copersucar-Fittipaldi                             | Fittipaldi    | FD04 FD5    | Ford Cosworth DFV 3.0 V8 | G    | 28   | Emerson Fittipaldi  |
| Copersucar-Fittipaldi                             | Fittipaldi    | FD04 FD5    | Ford Cosworth DFV 3.0 V8 | G    | 29   | Ingo Hoffmann       |
| Chesterfield Racing                               | March McLaren | 761 M23     | Ford Cosworth DFV 3.0 V8 | G    | 30   | Brett Lunger        |
| LEC Refrigeration Racing                          | LEC           | CRP1        | Ford Cosworth DFV 3.0 V8 | G    | 31   | David Purley        |
| RAM Racing/F&S Properties RAM Racing              | March         | 761         | Ford Cosworth DFV 3.0 V8 | G    | 32   | Mikko Kozarowitsky  |
| RAM Racing/F&S Properties RAM Racing              | March         | 761         | Ford Cosworth DFV 3.0 V8 | G    | 32   | Michael Bleekemolen |
| RAM Racing/F&S Properties RAM Racing              | March         | 761         | Ford Cosworth DFV 3.0 V8 | G    | 33   | Boy Hayje           |
| RAM Racing/F&S Properties RAM Racing              | March         | 761         | Ford Cosworth DFV 3.0 V8 | G    | 33   | Andy Sutcliffe      |
| ATS Racing Team                                   | Penske        | PC4         | Ford Cosworth DFV 3.0 V8 | G    | 33   | Hans Binder         |
| ATS Racing Team                                   | Penske        | PC4         | Ford Cosworth DFV 3.0 V8 | G    | 34   | Jean-Pierre Jarier  |
| ATS Racing Team                                   | Penske        | PC4         | Ford Cosworth DFV 3.0 V8 | G    | 35   | Hans Heyer          |
| ATS Racing Team                                   | Penske        | PC4         | Ford Cosworth DFV 3.0 V8 | G    | 35   | Hans Binder         |
| Iberia Airlines                                   | McLaren       | M23         | Ford Cosworth DFV 3.0 V8 | G    | 36   | Emilio de Villota   |
| Team Merzario                                     | March         | 761B        | Ford Cosworth DFV 3.0 V8 | G    | 37   | Arturo Merzario     |
| British Formula One Team                          | March         | 761 761B    | Ford Cosworth DFV 3.0 V8 | G    | 38   | Brian Henton        |
| British Formula One Team                          | March         | 761 761B    | Ford Cosworth DFV 3.0 V8 | G    | 38   | Bernard de Dryver   |
| HB Bewaking Alarmsystemen                         | Boro          | 001         | Ford Cosworth DFV 3.0 V8 | G    | 38   | Brian Henton        |
| Jolly Club of Switzerland                         | Apollon       | Fly/FW03    | Ford Cosworth DFV 3.0 V8 | G    | 41   | Loris Kessel        |
| Melchester Racing                                 | Surtees       | TS19        | Ford Cosworth DFV 3.0 V8 | G    | 44   | Tony Trimmer        |
| Brian McGuire                                     | McGuire       | BM1         | Ford Cosworth DFV 3.0 V8 | G    | 45   | Brian McGuire       |
| Meiritsu Racing Team                              | Tyrrell       | 007         | Ford Cosworth DFV 3.0 V8 | D    | 50   | Kunimitsu Takahashi |
| Kojima Engineering                                | Kojima        | KE009       | Ford Cosworth DFV 3.0 V8 | B    | 51   | Noritake Takahara   |
| Heroes Racing Corporation                         | Kojima        | KE007       | Ford Cosworth DFV 3.0 V8 | B    | 52   | Kazuyoshi Hoshino   |

## Kalendar
| Rd | Datum         | Velika nagrada   | Staza          | Prvo startno mjesto | Pobjednik vozač  | Pobjednik konstruktor |
| -- | ------------- | ---------------- | -------------- | ------------------- | ---------------- | --------------------- |
| 1  | 9. siječnja   | Argentina        | Buenos Aires   | James Hunt          | Jody Scheckter   | Wolf-Ford             |
| 2  | 23. siječnja  | Brazil           | Interlagos     | James Hunt          | Carlos Reutemann | Ferrari               |
| 3  | 5. ožujka     | Južna Afrika     | Kyalami        | James Hunt          | Niki Lauda       | Ferrari               |
| 4  | 3. travnja    | SAD - Zapad      | Long Beach     | Niki Lauda          | Mario Andretti   | Lotus-Ford            |
| 5  | 27. travnja   | Španjolska       | Jarama         | Mario Andretti      | Mario Andretti   | Lotus-Ford            |
| 6  | 22. svibnja   | Monako           | Monaco         | John Watson         | Jody Scheckter   | Wolf-Ford             |
| 7  | 5. lipnja     | Belgija          | Zolder         | Mario Andretti      | Gunnar Nilsson   | Lotus-Ford            |
| 8  | 19. lipnja    | Švedska          | Anderstorp     | Mario Andretti      | Jacques Laffite  | Liger-Matra           |
| 9  | 3. srpnja     | Francuska        | Dijon-Prenois  | Mario Andretti      | Mario Andretti   | Lotus-Ford            |
| 10 | 16. srpnja    | Velika Britanija | Silverstone    | James Hunt          | James Hunt       | McLaren-Ford          |
| 11 | 31. srpnja    | Njemačka         | Hockenheimring | Jody Scheckter      | Niki Lauda       | Ferrari               |
| 12 | 14. kolovoza  | Austrija         | Österreichring | Niki Lauda          | Alan Jones       | Shadow-Ford           |
| 13 | 28. kolovoza  | Nizozemska       | Zandvoort      | Mario Andretti      | Niki Lauda       | Ferrari               |
| 14 | 11. rujna     | Italija          | Monza          | James Hunt          | Mario Andretti   | Lotus-Ford            |
| 15 | 2. listopada  | SAD - Istok      | Watkins Glen   | James Hunt          | James Hunt       | McLaren-Ford          |
| 16 | 9. listopada  | Kanada           | Mosport        | Mario Andretti      | Jody Scheckter   | Wolf-Ford             |
| 17 | 23. listopada | Japan            | Fuji           | Mario Andretti      | James Hunt       | McLaren-Ford          |

## Sistem bodovanja
Sistem bodovanja u Formuli 1
| Mjesto | 1. | 2. | 3. | 4. | 5. | 6. |
| Bodovi | 9  | 6  | 4  | 3  | 2  | 1  |

- Samo 8 najboljih rezultata u prvih 9 utrka i 7 najboljih rezultata u posljednjih 8 utrka su se računali za prvenstvo vozača.
- Samo 8 najboljih rezultata u prvih 9 utrka i 7 najboljih rezultata u posljednjih 8 utrka su se računali za prvenstvo konstruktora.
- Ako je više bolida jednog konstruktora završilo utrku u bodovima, samo najbolje plasirani bolid osvajao je konstruktorske bodove.

## Poredak

### Vozači
| Mjesto | Vozač              | Bodovi |
| ------ | ------------------ | ------ |
| 1.     | Niki Lauda         | 72     |
| 2.     | Jody Scheckter     | 55     |
| 3.     | Mario Andretti     | 47     |
| 4.     | Carlos Reutemann   | 42     |
| 5.     | James Hunt         | 40     |
| 6.     | Jochen Mass        | 25     |
| 7.     | Alan Jones         | 22     |
| 8.     | Gunnar Nilsson     | 20     |
| 9.     | Patrick Depailler  | 20     |
| 10.    | Jacques Laffite    | 18     |
| 11.    | Hans-Joachim Stuck | 12     |
| 12.    | Emerson Fittipaldi | 11     |
| 13.    | John Watson        | 9      |
| 14.    | Ronnie Peterson    | 7      |
| 15.    | Carlos Pace        | 6      |
| 16.    | Vittorio Brambilla | 6      |
| 17.    | Clay Regazzoni     | 5      |
| 18.    | Patrick Tambay     | 5      |
| 19.    | Jean-Pierre Jarier | 1      |
| 20.    | Riccardo Patrese   | 1      |
| 21.    | Renzo Zorzi        | 1      |

### Konstruktori
| Mjesto | Konstruktor        | Bodovi |
| ------ | ------------------ | ------ |
| 1.     | Ferrari            | 95     |
| 2.     | Lotus-Ford         | 62     |
| 3.     | McLaren-Ford       | 60     |
| 4.     | Wolf-Ford          | 55     |
| 5.     | Brabham-Alfa Romeo | 27     |
| 6.     | Tyrrell-Ford       | 27     |
| 7.     | Shadow-Ford        | 23     |
| 8.     | Ligier-Matra       | 18     |
| 9.     | Fittipaldi-Ford    | 11     |
| 10.    | Ensign-Ford        | 10     |
| 11.    | Surtees-Ford       | 6      |
| 12.    | Penske-Ford        | 1      |

## Statistike
| Vozač              | Postolja  | Postolja  | Postolja  | Prvo startno mjesto | Najbrži krug | Krugovi u vodstvu |
| Vozač              | 1. mjesto | 2. mjesto | 3. mjesto | Prvo startno mjesto | Najbrži krug | Krugovi u vodstvu |
| ------------------ | --------- | --------- | --------- | ------------------- | ------------ | ----------------- |
| Mario Andretti     | 4         | 1         | -         | 7                   | 4            | 278               |
| Niki Lauda         | 3         | 6         | 1         | 2                   | 3            | 190               |
| Jody Scheckter     | 3         | 2         | 4         | 1                   | 2            | 198               |
| James Hunt         | 3         | 1         | 1         | 6                   | 3            | 222               |
| Carlos Reutemann   | 1         | 2         | 3         | -                   | -            | 18                |
| Jacques Laffite    | 1         | 1         | -         | -                   | 1            | 17                |
| Gunnar Nilsson     | 1         | -         | 1         | -                   | 1            | 21                |
| Alan Jones         | 1         | -         | 1         | -                   | -            | 11                |
| Patrick Depailler  | -         | 1         | 2         | -                   | -            | -                 |
| Jochen Mass        | -         | 1         | 1         | -                   | -            | 2                 |
| John Watson        | -         | 1         | -         | 1                   | 2            | 138               |
| Carlos Pace        | -         | 1         | -         | -                   | -            | 19                |
| Hans-Joachim Stuck | -         | -         | 2         | -                   | -            | 14                |
| Ronnie Peterson    | -         | -         | 1         | -                   | 1            | -                 |
| Vittorio Brambilla | -         | -         | -         | -                   | -            | 4                 |

| Vozač              | Postolja  | Postolja  | Postolja  | Prvo startno mjesto | Najbrži krug | Krugovi u vodstvu |
| Vozač              | 1. mjesto | 2. mjesto | 3. mjesto | Prvo startno mjesto | Najbrži krug | Krugovi u vodstvu |
| ------------------ | --------- | --------- | --------- | ------------------- | ------------ | ----------------- |
| Lotus-Ford         | 5         | 1         | 1         | 7                   | 5            | 299               |
| Ferrari            | 4         | 8         | 4         | 2                   | 3            | 208               |
| Wolf-Ford          | 3         | 2         | 4         | 1                   | 2            | 198               |
| McLaren-Ford       | 3         | 2         | 2         | 6                   | 3            | 224               |
| Ligier-Matra       | 1         | 1         | -         | -                   | 1            | 17                |
| Shadow-Ford        | 1         | -         | 1         | -                   | -            | 11                |
| Brabham-Alfa Romeo | -         | 2         | 2         | 1                   | 2            | 171               |
| Tyrrell-Ford       | -         | 1         | 3         | -                   | 1            | -                 |
| Surtees-Ford       | -         | -         | -         | -                   | -            | 4                 |

### Vodeći vozač i konstruktor u prvenstvu
U rubrici bodovi, prikazana je bodovna prednost vodećeg vozača / konstruktora ispred drugoplasiranog, dok je žutom bojom označena utrka na kojoj je vozač / konstruktor osvojio naslov prvaka.
| Utrka               | Vozač                     | Bodovi |
| ------------------- | ------------------------- | ------ |
| VN Argentine        | Jody Scheckter            | 3      |
| VN Brazila          | Carlos Reutemann          | 4      |
| VN Južne Afrike     | Jody Scheckter            | 2      |
| VN SAD - Zapad      | Jody Scheckter Niki Lauda | 0      |
| VN Španjolske       | Jody Scheckter            | 3      |
| VN Monaka           | Jody Scheckter            | 7      |
| VN Belgije          | Jody Scheckter            | 1      |
| VN Švedske          | Jody Scheckter            | 1      |
| VN Francuske        | Niki Lauda                | 1      |
| VN Velike Britanije | Niki Lauda                | 7      |
| VN Njemačke         | Niki Lauda                | 10     |
| VN Austrije         | Niki Lauda                | 16     |
| VN Nizozemske       | Niki Lauda                | 21     |
| VN Italije          | Niki Lauda                | 27     |
| VN SAD - Istok      | Niki Lauda                | 25     |
| VN Kanade           | Niki Lauda                | 17     |
| VN Japana           | Niki Lauda                | 17     |

| Utrka               | Konstruktor | Bodovi |
| ------------------- | ----------- | ------ |
| VN Argentine        | Wolf-Ford   | 3      |
| VN Brazila          | Ferrari     | 4      |
| VN Južne Afrike     | Ferrari     | 7      |
| VN SAD - Zapad      | Ferrari     | 9      |
| VN Španjolske       | Ferrari     | 11     |
| VN Monaka           | Ferrari     | 8      |
| VN Belgije          | Ferrari     | 13     |
| VN Švedske          | Ferrari     | 16     |
| VN Francuske        | Ferrari     | 7      |
| VN Velike Britanije | Ferrari     | 9      |
| VN Njemačke         | Ferrari     | 18     |
| VN Austrije         | Ferrari     | 24     |
| VN Nizozemske       | Ferrari     | 33     |
| VN Italije          | Ferrari     | 30     |
| VN SAD - Istok      | Ferrari     | 27     |
| VN Kanade           | Ferrari     | 27     |
| VN Japana           | Ferrari     | 33     |

## Vanjske poveznice
- Službena stranica Formule 1
- Formula 1 1977. - StatsF1